# Eurico de Freitas
Eurico de Freitas, född 21 maj 1902, död 19 september 1991, var en friidrottare från Brasilien. Han deltog vid olympiska sommarspelen 1924.